# Hugo Otto Kleine
Hugo Otto Kleine (* 31. August 1898; † 2. Dezember 1971) war ein deutscher Gynäkologe, Hochschullehrer und Dichterarzt.
Hugo Kleine arbeitete um 1925 in der Charité Berlin und um 1930 im Laboratorium der Universitäts-Frauenklinik Heidelberg. Später war er Privatdozent für Gynäkologie in Heidelberg, danach wirkte er als Frauenarzt in Ludwigshafen am Rhein und war Professor. Er war zudem Schriftsteller und veröffentlichte unter anderem Sonette, vorwiegend im Stil der Neuen Sachlichkeit.
Kleine heiratete 1973 die Ärztin Lydia Bauer. Ihr gemeinsamer, 1936 in Heidelberg geborener Sohn Otto Tilmann Kleine wurde Professor für Klinische Neurochemie und Klinische Chemie an der Universität Marburg.

## Werke
- Klinische Sonette. Wellersberg-Verlag, Lindenthal 1927.
- Wanderbilder. Wellersberg-Verlag, Lindenthal 1928.
- Herz des Arztes. Dustri-Verlag, München 1956.